# John F. Miller
John F. Miller (* 1950 in Washington, D.C.)  ist ein amerikanischer klassischer Philologe.

## Leben
Seinen M.A. in Komparatistik (1974) erwarb Miller ebenso wie seinen Doktortitel in Classics (1979) an der University of North Carolina at Chapel Hill, wo er von Lehrerinnen und Lehrern wie Brooks Otis, Agnes Michels und Friedrich Solmsen geprägt wurde. Nach einer Anstellung als Assistant Professor in Minnesota (1978–1984) ist er seit 1984 Assistant Professor of Classics, seit 2012 Arthur F. and Marian W. Stocker Professor of Classics  an der University of Virginia. Von 1999 bis 2014 stand er dem dortigen Department of Classics vor.
Millers Forschungsschwerpunkt liegt auf lateinischer Dichtung mit besonderer Beachtung ihres religiösen Hintergrunds sowie ihrer Verbindung zu hellenistischer Dichtung. Für sein Buch Apollo, Augustus, and the Poets wurde er mit dem Charles J. Goodwin Award of Merit from the American Philological Association ausgezeichnet.

## Werke
- Apollo, Augustus, and the Poets. Cambridge University Press, Cambridge 2009, ISBN 9780521516839.
- Ovid Fasti II. Second corrected edition. Bryn Mawr 1992, ISBN 9780929524467.
- Ovid’s Elegiac Festivals: Studies in the Fasti. Lang, Frankfurt/New York 1991 (= Studien zur klassischen Philologie 55), ISBN  9783631433928.
- Mit Carol E. Newlands (Hrsg.): A Handbook to the Reception of Ovid. Wiley, Chichester/Malden MA 2014, ISBN 9781444339673.
- Mit A. J. Woodman (Hrsg.): Latin Historiography and Poetry in the Early Empire. Generic Interactions. Brill, Leiden 2010, ISBN 978-90-04-17755-0.